# Stenus fossulatus
Stenus fossulatus es una especie de escarabajo del género Stenus, familia Staphylinidae. Fue descrita científicamente por Erichson en 1840.
Habita en Suecia, Austria, Países Bajos, Estonia, Alemania, Noruega, Francia, Reino Unido, Finlandia, Rusia, Italia, Bélgica, Polonia, Luxemburgo y Dinamarca.